# Сент-Агюр
SAINT AGUR® — це бренд сиру з блакитними прожилками, який належить Savencia Fromage & Dairy Group, колишній Bongrain.
Кремова консистенція, пружна, пастоподібна, з вкрапленнями блакитної цвілі.
Різкий смак блакитної цвілі добре гармонує з м'яким вершковим смаком сиру. Має ніжнішу консистенцію і смак, ніж рокфор.

## Виготовлення
Сир виробляється з пастеризованого коров'ячого молока з додаванням вершків.
Термін дозрівання сиру два місяці.  
Кремова консистенція, пружна, пастоподібна, з вкрапленнями блакитної цвілі. Різкий смак блакитної цвілі добре гармонує з м'яким вершковим смаком сиру. Аромат ніжний.
Завжди випускається восьмикутної форми, упакований у фольгу.

## Нагороди
Вперше презентований у 2016 році на аграрному конкурсі в категорії «Інше коров'яче молоко із петрушкою» сир бренду «Saint Agur» отримав золоту медаль..